# Analogue (album)
Analogue je jedenáctým albem norské skupiny A-ha. Vydáno bylo 7. listopadu 2005 ve vydavatelství Universal Music Group.

## Seznam skladeb
1. Celice – 3:41
2. Don't Do Me Any Favours – 3:50
3. Cosy Prisons – 4:08
4. Analogue – 3:49
5. Birthright – 3:43
6. Holy Ground – 3:55
7. Over The Treetops – 4:24
8. Halfway Through The Tour – 7:26
9. A Fine Blue Line – 4:09
10. Keeper Of The Flame – 3:58
11. Make It Soon – 3:19
12. White Dwarf – 4:24
13. The Summers Of Our Youth – 6:29

## Obsazení

### Členové skupiny
- Morten Harket (zpěv)
- Paul Waaktaar-Savoy (kytara, zpěv, klávesy)
- Magne Furuholmen (klávesy, zpěv, kytara, klavír)

### Hosté
- Frode Unneland (bicí)
- Alex Toff (bicí)
- Sven Lindvall (basová kytara)
- Per Lindvall (bicí)
- Martin Terefe (basová kytara, kytara, klavír)
- Johun Bogeberg (basová kytara)
- Claes Bjorklund (kytara, klavír)
- Geir Sundstol (kytara)
- Andreas Olsson (kytara)
- Christer Karlsson (klavír)

- David Davidson (housle)
- David Angell (housle)
- Kristin Wilkinson (viola)
- Anthony Lamarchina (cello)